# Erich Kohlrausch
Erich Paul Heinrich Kohlrausch (* 4. März 1899 in Eisenach; † 31. Januar 1960 in Graz) war ein deutscher Literat, Politiker der USPD, KPD, KPO (Kommunistische Partei-Opposition) und SPD sowie Unternehmer.

## Kindheit, Jugend und Kriegsteilnahme
Kohlrauschs Vater Arno war Schriftsetzer bei der sozialdemokratischen Eisenacher Zeitung und aktiv in der Arbeiterbewegung. Nach der Volks- und Sekundarschule wechselte er 1916 an das Lehrerseminar seiner Vaterstadt. Von dort wurde Kohlrausch im Juni 1917 Mitglied des Ersatzbataillons Jäger 8 (Heer) im elsässischen Schlettstadt. Mit dem Infanterieregiment 381 rückte er im November 1917 ins Feld, zunächst an die Ostfront und – nach dem Friedensvertrag von Brest-Litowsk mit Russland – im Juni 1918 an die Westfront. Wenige Tage vor Kriegsende geriet Kohlrausch in Flandern in belgische Kriegsgefangenschaft, aus der er erst im August 1919 entfloh.

Erich Kohlrausch als Jugendlicher (1916)

Über die Niederlande kehrte er nach Eisenach und in das dortige Lehrerseminar zurück. Im verkürzten Sonderlehrgang für Kriegsteilnehmer schloss er im Januar 1920 die erste Staatsprüfung mit der Gesamtnote "Gut" ab. Seinen Vorbereitungsdienst trat er kurz darauf an der Volksschule in der zwischen Eisenach und Schmalkalden, am Rennsteig gelegenen Industriestadt Ruhla an, wo er auch nach erfolgreicher zweiter Staatsprüfung im Februar 1921 unwiderruflich zum Lehrer bestellt wurde.

## Lehrer und Bürgermeister in Ruhla
In Ruhla schloss sich Erich Kohlrausch 1920 zunächst der USPD und – nach deren Spaltung – 1921 der KPD an, deren Leitung er noch im selben Jahr übernahm. Gefördert durch seinen Freund und politischen Ziehvater, den Landtags- und späteren Reichstagsabgeordneten Theodor Neubauer (1890–1945), stieg er schon bald zum unangefochtenen Führer der KPD in der Ruhl auf. Im September 1922 wurde er erstmals in den Ruhlaer Stadtrat und in den Eisenacher Kreistag gewählt und übernahm in beiden Gremien den Vorsitz der kommunistischen Fraktion. Nicht nur in den beiden Kommunalparlamenten, auch in zahlreichen Versammlungen erwarb sich Kohlrausch rasch den Ruf eines exzellenten Agitators und Redners. Darüber hinaus wurde er von seiner Parteileitung maßgeblich mit der Aufstellung der proletarischen Hundertschaften in Westthüringen beauftragt und wurde deshalb auf Veranlassung des Wehrkreisbefehlshabers im November 1923 in Haft genommen und im Januar 1924 als Lehrer suspendiert. Lichtblick in dem anschließenden, zwei Jahre lang erbittert geführten Disziplinarverfahren war die Heirat des zwischenzeitlich Konfessionslosen – aus der evangelischen Kirche war er im Juli 1921 ausgetreten – mit Erna Giesdorf (1898–1976). Aus der Ehe gingen die beiden Töchter Helga (1925–2006) und Vera (1927–2003) hervor.
Im März 1926 wählte der Stadtrat Kohlrausch – der zu diesem Zeitpunkt gerade einmal 27 Jahre alt war – mit den Stimmen der beiden Linksparteien zum Bürgermeister von Ruhla. In seiner fast fünf Jahre währenden Amtszeit schafft er sich vor allem durch eine umfassende Wohlfahrtspolitik und den massiv angekurbelten städtischen Wohnungsbau – eine unter seiner Ägide entstandene Bauhaussiedlung mit 55 modernen Wohneinheiten für die Ruhlaer Arbeiterschaft steht heute unter Denkmalschutz – große Verdienste. Neben seinen politischen Aktivitäten war er zudem schriftstellerisch tätig und veröffentlichte Dramen zu Thomas Münzer und Tilman Riemenschneider sowie mehrere Gedichte. Zwar stellte sich Erich Kohlrausch 1924 nach außen gegen den Brandlerismus und trug die offizielle Parteilinie mit. Briefe an seine Ehefrau und Weggefährten lassen jedoch schon zu diesem Zeitpunkt erkennen, dass er einer Radikalisierung seiner Partei kritisch entgegenstand und einer Einheitsfront mit der SPD gegen die aufkeimende völkische Bewegung das Wort redete. Eine Politik, die er in Ruhla während seiner gesamten Amtszeit praktizierte. So verwundert es nicht, dass er 1929 mit der KPD brach und zur KPO wechselte. Als der zweifelsohne intellektuell und politiktheoretisch begabteste ihrer wenigen Bürgermeister formulierte er die kommunalpolitischen Leitsätze der Bewegung. Unter seiner Ägide wurde Ruhla zur Hochburg der KPO im Deutschen Reich. 1930 jedoch stellte die neue, unter Beteiligung der NSDAP gebildete thüringische Landesregierung Kohlrausch vor die Wahl, entweder seiner Partei den Rücken zu kehren oder auf sein Amt zu verzichten. Er kämpfte um beides, wurde jedoch im Oktober 1930 durch den nationalsozialistischen Innenminister Wilhelm Frick seines Amtes enthoben. Von innerparteilichem Streit und juristischen Auseinandersetzungen zermürbt trat er im September 1931 als Bürgermeister zurück.

## Erfolgreicher Unternehmer im Dritten Reich
In den letzten beiden Jahren der Weimarer Republik entsagte Erich Kohlrausch der Politik – und wandte sich mit großer Energie seinem wirtschaftlichen Aufstieg zu. Im September 1931 übernahm er die Filialdirektion der Thuringia AG – zu dieser Zeit eine der großen Bausparkassen im Deutschen Reich – für die Freie und Hansestadt Hamburg und die preußische Provinz Schleswig-Holstein und parallel dazu im April 1932 die Funktion eines Organisationsleiters der Fides Zweckspar AG, einer Tochter der Thuringia, in Berlin.

Als Soldat der Wehrmacht (2. v. r.) beim Überfall auf Polen (1939)

Nachdem beide Tätigkeiten nicht den erhofften erfolgreichen Verlauf nahmen, gründete Kohlrausch gemeinsam mit zwei Kompagnons im Herbst 1932 die Sparkraft AG, an der er 17 Prozent des Kapitals zeichnete und in deren Vorstand er eintrat. Als die Sparkraft auf Grund der gesetzlich verfügten reichsweiten Auflösung der Zwecksparunternehmen ihren Betrieb einstellen musste, wechselte er im Januar 1936 als alleiniger Vorstand zur Concordia-Lloyd AG.

Urlaub am Wörthersee (1940)

Gemeinsam mit seinem jüdischen Freund Arthur Behrendt startete er zu dieser Zeit ein höchst einträgliches Nebengeschäft, die Vermittlung bedrängter jüdischer Unternehmen an – nach der Definition der nationalsozialistischen Rassengesetzgebung – arische Interessenten. So wirkte er unter anderem an der „Arisierung“ der Katz & Michel Textil AG, eines in Bielefeld ansässigen Textileinkaufsverbundes, der alteingesessenen Berliner Seidenwarenfabrik Michels & Cie., der traditionsreichen, ebenfalls in der Reichshauptstadt ansässigen Füllhalterfabrik S. Roeder OHG und des großen Essener Textilkaufhauses Gustav Blum mit. Im September 1938 schließlich „arisierte“ er – nach Vorbereitungskursen, die er an der renommierten Schule Reimann ablegte, und gemeinsam mit dem stellvertretenden Aufsichtsratsvorsitzenden der Commerzbank AG, Konsul Hans Harney, der sich als stiller Teilhaber im Hintergrund hielt – das in der Berliner Mohrenstraße ansässige Damenkonfektionshaus Lachmann & Meyer OHG, das in Harko Kohlrausch & Co. KG umfirmierte. Und im April 1939 erwarben Kohlrausch und Harney in Wien Inventar und Warenvorräte des in den Zwangskonkurs geführten Konfektionärs Deutschland & Jassinger und gründeten daraus das Wiener Mäntelhaus Kohlrausch & Co. KG. Kohlrausch, der als Sanitätsoffizier am Überfall auf Polen teilnahm, war fortan ein Fabrikant, der sich durch eine Vielzahl freiwilliger Leistungen für seine Arbeiter auszeichnete und der einigen Halbjuden Arbeit und Schutz in seinen Betrieben gewährte.

Mit Ehefrau Ursula in der zerbombten Berliner Fabrik (1944)

Nach erheblichen Bombenschäden an beiden Standorten verlagerte er 1943 die Produktion in die niederbayerische Kleinstadt Osterhofen – dort entstand die Bekleidungsfabrik Kohlrausch & Co. KG –, wohin er gemeinsam mit seiner im November 1944 geheirateten Ehefrau Ursula, geborene Rietz (1914–2006), zog. Der zweiten Ehe Kohlrauschs entstammen die Söhne Michael (1945–1970) und Gregor (1948–2014). Von Erna war er zuvor im September 1944 nach vierjähriger gerichtlicher Auseinandersetzung geschieden worden.

## Politiker und Visionär in der Besatzungszeit
In Osterhofen und im damaligen Landkreis Vilshofen avancierte Erich Kohlrausch nach 1945 zur maßgeblichen Persönlichkeit innerhalb der SPD. Mit Hilfe von Wilhelm Hoegner – dem er auch einen Entwurf für ein Wahlprogramm der bayerischen Sozialdemokratie übermittelte – suchte er ein visionäres Projekt zu verwirklichen. Im Staatswald nahe Osterhofen plante er eine neue Heimstatt für die 18.000 Flüchtlinge und Heimatvertriebenen des Landkreises. Die Pläne waren bereits weit gediehen, ehe der massive Widerstand der alteingesessenen Bevölkerung und der örtlichen sowie der Landtagsfraktion der CSU sie zu Fall brachte. Auch sein Versuch, im April 1948 gegen den konservativen Amtsinhaber zum Bürgermeister der Stadt Osterhofen gewählt zu werden, scheiterte. Resigniert zog er sich Ende der vierziger Jahre – erneut und dieses Mal endgültig – aus der Politik zurück.

## Niedergang als Unternehmer nach 1950

In späten Jahren in der "Kohlrausch-Villa" in Holzhäuser bei Osterhofen (1954)

Anfang 1949 hatten Erich Kohlrausch und Hans Harney ihre Unternehmensgruppe neu geordnet und an den Standorten in Büderich, Osterhofen und in Wien konzentriert, als die jüdischen Alteigentümer von Lachmann & Meyer sowie von Deutschland & Jassinger auf Restitution klagten.

Todesanzeige (1960)

Die durch Missmanagement ohnehin angeschlagenen Betriebe in Büderich und Osterhofen wurden unter Zwangsverwaltung gestellt und alsbald geschlossen, die Konkursmasse restituiert.
Hoffnungslos überschuldet zog Erich Kohlrausch sich in sein kurz zuvor fertiggestelltes Wohnhaus nahe Osterhofen zurück, wo er unter dem Namen seiner Frau eine kleine Textilproduktion betrieb. Anfang 1957 übersiedelt die Familie nach Wien, wo die Rückstellungskommission ihm einen Anteil an den von Harney und ihm gegründeten und bereits seit Kriegsende unter der Verwaltung der Alteigentümer stehenden Unternehmen – neben dem Wiener Mäntelhaus Kohlrausch & Co. handelt es sich dabei um dessen Tochterunternehmen Erich Quehl & Co. KG – zuerkannt hatte. Mit Leopold Jostal, dem Neffen des jüdischen Alteigentümers, trat er zu gleichen Teilen in beide Unternehmen ein, die fusioniert wurden und fortan unter Jostal & Kohlrausch OHG und dem Markennamen Joko firmieren.
Die erneute wirtschaftliche Prosperität indes blieb bescheiden – und von kurzer Dauer: Zunehmend unter Asthma und Atemnot leidend, verstarb Erich Kohlrausch am 31. Januar 1960 auf einer Geschäftsreise in Graz.

## Werke
- Thomas Münzer. Eine Tragödie in fünf Aufzügen aus der Zeit des großen Bauernkrieges, Berlin-Hessenwinkel 1926
- Tilman Riemenschneider. Ein deutsches Schauspiel in fünf Aufzügen, undatiertes und unveröffentlichtes Manuskript
- Wohlfahrtspflege in Thüringen. Unter besonderer Berücksichtigung der Wohlfahrtspflege in den Stadtkreisen und größeren kreisangehörigen Gemeinden, in: Carl Becker und Erwin Stein (Hgg.): Thüringen. Kultur und Arbeit des Thüringer Landes, Berlin-Friedenau 1927, S. 46–50
- Verwaltungsbericht der Stadt Ruhla 1925–1928, Ruhla 1928
- Young-Plan und Gemeindepolitik, Berlin 1930
- Wohnungswirtschaftlicher und Werbeleitfaden für Bausparkassenangestellte, Hamburg 1931